# 3037 Alku
3037 Alku è un asteroide della fascia principale del diametro medio di circa 18,91 km. Scoperto nel 1944, presenta un'orbita caratterizzata da un semiasse maggiore pari a 2,6764814 UA e da un'eccentricità di 0,1875043, inclinata di 19,00709° rispetto all'eclittica.